# Ojo de Agua
Pour les articles homonymes, voir Ojo (homonymie).

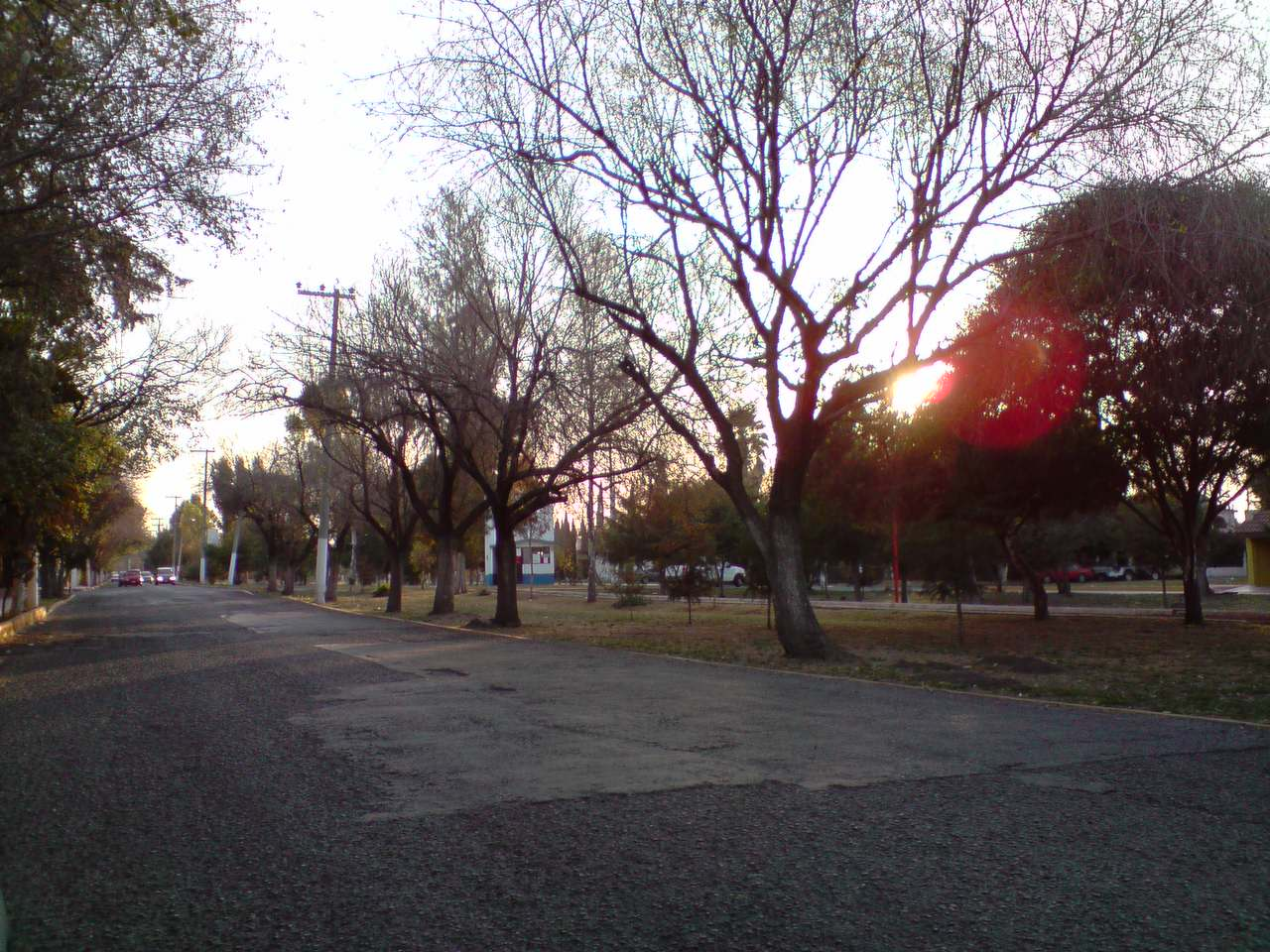
Boulevard Ojo de Agua

Ojo de Agua est la plus grande ville de la municipalité de Tecámac, dans l'État de Mexico, au Mexique. Elle est située dans la partie nord-est de l'état, le nord-est du District Fédéral (Distrito Federal) et au sein de la zone métropolitaine de la vallée de Mexico. Elle comptait 242 272 habitants en 2010, soit 66,45 % des 364 579 habitants de la municipalité. Ojo de Agua est la plus grande localité du Mexique qui n'est pas en elle-même un siège municipal. Le sien se situe dans la ville de Tecámac de Felipe Villanueva, qui compte une population de 15 911 habitants. Ojo de Agua se trouve à 2 248 mètres d'altitude.